# Hebegebühr
Die Hebegebühr ist eine Gebühr des Rechtsanwaltes oder des Notars für die Weiterleitung eines Geldbetrages, der auf dem Fremdgeld- oder Anderkonto eingegangen ist, oder wertvoller Sachen (Kunstwerke, Schmuck). Die Gebühr richtet sich nach der Höhe des Betrages oder dem Schätzwert der Sache.
Für den Bereich des Notarwesens ist die Hebegebühr im Gerichts- und Notarkostengesetz (Gebührennummer 25300) geregelt. Der Rechtsanwalt kann Hebegebühren nach Maßgabe von Nr. 1009 VV-RVG beanspruchen; siehe Rechtsanwaltsvergütungsgesetz.